# Pau Quemada
Pau Quemada Cadafalch (Logroño, La Rioja, 4 de septiembre de 1983) es un jugador español de hockey hierba del KHC Leuven belga.
Es internacional absoluto desde 2003 con la selección española, con la que ha disputado el Campeonato Mundial de 2006 y los Juegos Olímpicos de Londres 2012.

## Carrera
De padre riojano y madre catalana, vivió en Logroño hasta los seis años, cuando la familia se trasladó a Tarrasa, Barcelona.
Quemada jugó en el club de hockey en España para el Club Egara antes de mudarse al Larensche Mixed Hockey Club en los Países Bajos en 2005. Los dejó después de una temporada porque fueron relegados. Decidió ir a Bélgica para jugar en el KHC Leuven, donde jugó durante tres temporadas, antes de regresar a España para jugar en el Real Club de Polo. Pau jugó allí desde 2009 hasta 2011, cuando regresó a Lovaina.  Después de once años fuera del Club Egara, regresó a España en 2016.
En los Juegos Olímpicos de Londres de 2012, compitió por el equipo nacional en el torneo masculino, quedando en 6.ª posición. También compitió para el equipo en los Juegos Olímpicos de Río en 2016, quedando en el 5ª puesto. Junto con otros tres jugadores, fue el máximo goleador del Campeonato EuroHockey 2019 con cinco goles.

## Participaciones en Juegos Olímpicos
- Londres 2012, puesto 6.
- Río de Janeiro 2016, puesto 5.
- Tokio 2020, puesto 8.